# Anschlussleitungsmultiplexer
Der Anschlussleitungsmultiplexer (AslMx) ist ein von der Deutschen Telekom eingesetztes Übertragungssystem für das Zugangsnetz. Das System dient der Mehrfachausnutzung von Kupferanschlussleitungen für analoge sowie ISDN-Anschlüsse und besteht immer aus einem vermittlungsseitigen Gerät sowie einem teilnehmerseitigen Gerät.
Der AslMx kann maximal 26 analoge oder 13 ISDN-Anschlüsse multiplexen und als HDB3-Code über die beiden Doppeladern einer 2-Mbit/s-Leitung (E1) übertragen. Ein Mischbetrieb ist ebenfalls möglich (zum Beispiel sieben ISDN- und zwölf analoge Anschlüsse).
Alternativ ist es möglich, einen AslMx statt an eine 2-Mbit/s-Schnittstelle über eine Glasfaserschnittstelle anzubinden.
Der AslMx wird üblicherweise eingesetzt, wenn im Hauptkabelnetz des Zugangsnetzes (zwischen Vermittlungsstelle und Kabelverzweiger) nicht mehr genügend freie Doppeladern vorhanden sind, um einen Telefonanschluss zu realisieren.
Das teilnehmerseitige Gerät wird hierbei in KVz-Nähe zumeist in einen zusätzlichen doppeltürigen KVz (KVz 83) eingebaut, in dem auch eine lokale Stromversorgung Platz findet.
Wie bei allen anderen Multiplextechniken für das Zugangsnetz ist es auch bei Anschlüssen, welche über einen AslMx geschaltet sind, nicht möglich, einen DSL-Anschluss bereitzustellen.
Große Bestände an AslMx sind bei der Deutschen Telekom für Disaster Recovery Management vorhanden, wo man die Geräte nutzen will, um im Bedarfsfall sehr flexibel und innerhalb kürzester Zeit eine große Anzahl von Telefonanschlüssen zu realisieren.

## Hersteller
- ECI Telecom
- Keymile (ehem. Ke Kommunikations-Elektronik)